# Sanfins Lamoso Codessos
Sanfins Lamoso Codessos es una freguesia portuguesa del municipio de Paços de Ferreira, distrito de Oporto.

## Historia
Fue creada el 28 de enero de 2013 en aplicación de una resolución de la Asamblea de la República de Portugal promulgada el 16 de enero de 2013 con la unión de las freguesias de Codessos, Lamoso y Sanfins de Ferreira, pasando su sede a estar situada en la antigua freguesia de Sanfins de Ferreira.

## Demografía
| Gráfica de evolución demográfica de Sanfins Lamoso Codessos entre 2011 y 2021 |
|                                                                               |
| Datos según el nomenclátor publicado por el INE portugués.                    |